# Henriettea triflora
Henriettea triflora är en tvåhjärtbladig växtart som först beskrevs av Vahl, och fick sitt nu gällande namn av Brother Alain. Henriettea triflora ingår i släktet Henriettea och familjen Melastomataceae. Inga underarter finns listade i Catalogue of Life.